# Penélope Cruz
Penélope Cruz (Penélope Cruz Sánchez, Alcobendas, Madrid, 28 d'abril de 1974), és una actriu espanyola. És coneguda mundialment per la seva faceta cinematogràfica, participant en pel·lícules realitzades en francès, italià, castellà, anglès i altres idiomes, amb les que ha assolit un èxit important i diversos premis.
Fou la primera actriu espanyola en ser candidata als Oscar i als Globus d'Or en la categoria de millor actriu pel seu paper en la pel·lícula espanyola Volver. Aquestes nominacions es varen veure recompensades el 2009 en rebre l'estatueta de l'Acadèmia pel seu paper de María Elena a la co-producció catalana de Woody Allen, Vicky Cristina Barcelona, que li va valer l'Oscar a la millor actriu secundària el 22 de febrer del 2009.
Des que guanyà l'Oscar, l'ajuntament d'Alcobendas ha decidit fer-la "Filla Predilecta de la Villa".

## Filmografia

### Cinema
| Any  | Pel·lícula                                                   | Paper                  | Notes |
| ---- | ------------------------------------------------------------ | ---------------------- | --- |
| 1992 | Jamón, jamón                                                 | Silvia                 | Nominació – Goya a la millor actriu |
| 1992 | Belle Époque                                                 | Luz                    | |
| 1993 | El laberinto griego                                          | Elisa                  | |
| 1993 | La ribelle                                                   | Enza                   | |
| 1993 | Per amore, solo per amore                                    | Mary                   | |
| 1994 | Alegre ma non troppo                                         | Salomé                 | |
| 1994 | Todo es mentira                                              | Lucía                  | |
| 1995 | Entre rojas                                                  | Lucía                  | |
| 1996 | Brujas                                                       | Patricia               | |
| 1996 | La Celestina                                                 | Melibea                | |
| 1996 | Más que amor, frenesí                                        | Laura                  | |
| 1996 | El amor perjudica seriamente la salud                        | Diana Balaguer jove    | |
| 1997 | Et hjørne af paradis                                         | Doña Helena            | |
| 1997 | Carne trémula                                                | Isabel Plaza Caballero | |
| 1997 | Abre los ojos                                                | Sofía                  | |
| 1998 | Don Juan                                                     | Mathurine              | |
| 1998 | The Man with Rain in His Shoes                               | Louise                 | |
| 1998 | Talk of Angels                                               | Pilar                  | |
| 1998 | La niña de tus ojos                                          | Macarena Granada       | Goya a la millor actriu |
| 1998 | Terra de cowboys (The Hi-Lo Country)                         | Josepha O'Neil         | |
| 1999 | Todo sobre mi madre                                          | Germana Rosa           | |
| 1999 | Volavérunt                                                   | Pepita Tudó            | |
| 2000 | Woman on Top                                                 | Isabella Oliveira      | |
| 2000 | Tots els cavalls bonics (All the Pretty Horses)              | Alejandra Villarreal   | |
| 2001 | Blow                                                         | Mirtha Jung            | |
| 2001 | La mandolina del capità Corelli (Captain Corelli's Mandolin) | Pelagia                | |
| 2001 | Sin noticias de Dios                                         | Carmen Ramos           | |
| 2001 | Vanilla Sky                                                  | Sofia Serrano          | |
| 2002 | Waking Up in Reno                                            | Brenda                 | |
| 2003 | Masked and Anonymous                                         | Pagan Lace             | |
| 2003 | Fanfan la tulipe                                             | Adeline La Franchise   | |
| 2003 | Gothika                                                      | Chloe Sava             | |
| 2004 | Non ti muovere                                               | Italia                 | Nominació – Goya a la millor actriu |
| 2004 | Noel                                                         | Nina Vasquez           | |
| 2004 | Joc de dones (Head in the Clouds)                            | Mia                    | |
| 2005 | Sahara                                                       | Eva Rojas              | |
| 2005 | Alta societat (Chromophobia)                                 | Gloria                 | |
| 2006 | Bandidas                                                     | Maria Alvarez          | |
| 2006 | Volver                                                       | Raimunda               | Premi a la interpretació femenina (Festival de Canes) Goya a la millor actriu Nominació – Oscar a la millor actriu Nominació – Globus d'Or a la millor actriu dramàtica Nominació – BAFTA a la millor actriu |
| 2007 | The Good Night                                               | Anna / Melodia         | |
| 2008 | Elegy                                                        | Consuela Castillo      | |
| 2008 | Vicky Cristina Barcelona                                     | Maria Elena            | Oscar a la millor actriu secundària BAFTA a la millor actriu secundària Gaudí a la millor actriu secundària Goya a la millor actriu secundària Nominació – Globus d'Or a la millor actriu secundària         |
| 2008 | Manolete                                                     | Lupe Sino              | |
| 2009 | Los abrazos rotos                                            | Lena                   | Nominació – Goya a la millor actriu |
| 2009 | G-Force                                                      | Juarez                 | Veu |
| 2009 | Nine                                                         | Carla                  | Nominació – Oscar a la millor actriu secundària Nominació – Globus d'Or a la millor actriu secundària |
| 2010 | Sex and the City 2                                           | Carmen Garcia Carrion  | |
| 2011 | Pirates of the Caribbean: On Stranger Tides                  | Angelica               | |
| 2012 | A Roma amb amor (To Rome with Love)                          | Anna                   | |
| 2012 | Venuto al mondo                                              | Gemma                  | Nominació – Goya a la millor actriu |
| 2013 | Los amantes pasajeros                                        | Jessica                | |
| 2013 | The Counselor                                                | Laura                  | |
| 2015 | Ma ma                                                        | Magda                  | Nominació – Goya a la millor actriu |
| 2016 | Zoolander 2                                                  | Valentina Valencia     | |
| 2016 | Grimsby                                                      | Rhonda George          | |
| 2016 | La reina de España                                           | Macarena Granada       | Nominació – Goya a la millor actriu |
| 2017 | Escobar                                                      | Virginia Vallejo       | |
| 2017 | Murder on the Orient Express                                 | Greta Ohlsson          | |
| 2018 | Loving Pablo                                                 |                        | |
| 2018 | Todos lo saben                                               | Laura                  | |
| 2019 | Dolor y gloria                                               | Jacinta                | |
| 2022 | La inmensidad                                                | Clara                  | |
| 2023 | Ferrari                                                      | Laura Ferrari          | |

### Televisió
| Any       | Títol                               | Paper                       | Notes                  |
| --------- | ----------------------------------- | --------------------------- | ---------------------- |
| 1991      | Série rose                          | Daphné / Javotte / Juliette | Sèrie de televisió     |
| 1992      | Framed                              | Lola Del Moreno             | Minisèrie              |
| 2013–2014 | Barri Sèsam                         | Companion                   | Sèrie de televisió Veu |
| 2017      | ¿Qué fue de Jorge Sanz? Buena racha | Ella mateixa                | Telefilm               |
| 2018      | American Crime Story                | Donatella Versace           | Sèrie de televisió     |